# Ospizio del Moncenisio
L'Ospizio del Moncenisio fu dal Medioevo un posto tappa per pellegrini della Via Francigena posto al Colle del Moncenisio, valico alpino situato tra Francia e Italia, retto dai canonici della Prevostura di Santa Maria del Moncenisio.

## Storia
Sul Colle del Moncenisio sin dall'825 è documentato l'Ospizio del Moncenisio, un punto tappa "ad peregrinorum receptionem". Altre attestazioni si hanno a cavallo del XIII secolo, sia come domus, sia come hospitalis. Dal 1200 in poi è documentata l'attività dell'Ospizio, che sarà funzionante sino al XIX secolo.

## La Prevostura di Santa Maria del Moncenisio
Per gran parte della sua esistenza, l'Ospizio è stato retto da una congregazione di canonici regolari, detta Prevostura di Santa Maria del Moncenisio, che amministrava numerosi beni nelle Valli di Susa e di Moriana. A partire dal XIV secolo, una importante sede della Prevostura sarà il centro di Avigliana, al confine fra la Valle di Susa e la pianura di Torino.

## Collocazione
Politicamente, l'Ospizio per gran parte della sua storia si trovò sotto il dominio di Casa Savoia. Geograficamente era probabilmente situato nel pianoro appena al di là del confine istituito nei pressi della Gran Croce con il Palo di Bonizone, quindi nella parte savoiarda del Colle, mentre dal punto di vista religioso faceva riferimento alla Diocesi di Torino, proprio qui confinante con la Diocesi di Moriana.
Si ignora la localizzazione precisa dell'Ospizio nell'Alto Medioevo, mentre nel Basso Medioevo alcuni studiosi ipotizzano che fosse in una collocazione diversa rispetto a quella dell'età moderna, probabilmente sulla sponda opposta del laghetto naturale del Moncenisio, anche se sono pressoché impossibili riscontri archeologici certi alle ipotesi formulabili dalla lettura dei documenti, essendo diventata l'antica conca del Moncenisio sede di un grande sbarramento artificiale nella seconda metà del XX secolo. L'innalzamento delle acque del lago ha anche comportato la demolizione a scopo precauzionale dei ruderi del vasto complesso dell'Ospizio napoleonico, già compromessi dagli eventi bellici della Seconda Guerra Mondiale.